# برنارد دیویس (زیست‌شناس)
برنارد دیویس (انگلیسی: Bernard Davis; ۷ ژانویهٔ ۱۹۱۶ – ۱۴ ژانویهٔ ۱۹۹۴) زیست‌شناس اهل ایالات متحده آمریکا و از برندگان جایزه آکادمی ملی علوم بود که در فیزیولوژی میکروبی و متابولیسم سهم عمده ای داشت. دیویس شخصیت برجسته ای در دانشکده پزشکی هاروارد در میکروب‌شناسی و سیاست ملی علوم بود. وی از دریافت کنندگان جایزه سلمان واکسمن در میکروبیولوژی از آکادمی ملی علوم در سال ۱۹۸۹ بود.

## زندگی
دیویس در فرانکلین، ماساچوست، متولد شد. پدر و مادر او از مهاجران یهودی اهل لیتوانی بودند. پس از کسب مدرک لیسانس خود، در دانشکده پزشکی هاروارد ثبت نام کرد و در سال ۱۹۴۰ فارغ‌التحصیل شد.